# Evolvulus comosus
Evolvulus comosus är en vindeväxtart som beskrevs av V. Ooststr. Evolvulus comosus ingår i släktet Evolvulus och familjen vindeväxter. Inga underarter finns listade i Catalogue of Life.